# Dacnis vert
Dacnis viguieri
Espèce
Statut de conservation UICN

 LC  : Préoccupation mineure
Le Dacnis vert (Dacnis viguieri) est une espèce de passereau de la famille des Thraupidae.

## Répartition
Cet oiseau vit en Colombie et au Panamá.

## Habitat
Il habite les forêts humides tropicales et subtropicales en plaine.
Il est menacé par la perte de son habitat.